# MacGruber
MacGruber – amerykański film komediowy oparty na serii skeczów z Saturday Night Live pod tym samym tytułem.

## Obsada
- Will Forte jako MacGruber
- Kristen Wiig jako Vicki St. Elmo
- Ryan Phillippe jako Lt. Dixon Piper
- Val Kilmer jako Dieter Von Cunth
- Maya Rudolph jako Casey
- Powers Boothe jako pułkownik James Faith

- M.V.P.
- Chris Jericho jako Frank Korver
- Derek Mears jako Duży pomocnik
- The Great Khali jako Tug Phelps
- Kane jako Tanker Lutz
- Big Show jako Brick Hughes
- Mark Henry jako Tut Beemer